# Jura (destilleri)
 For alternative betydninger, se Jura (flertydig). (Se også artikler, som begynder med Jura)
Jura distillery er et single malt skotsk whisky-destilleri på øen Jura på de Indre Hebrider på vestkysten af Skotland.
Destilleriet drives af Whyte & Mackay der ejet af det filippinske Alliance Global.

## Ejserskab
- Emperador Distillers Inc (Alliance Global) 2014[1]–present
- Whyte and Mackay Group 1995–2014
- Invergordon Distillers 1985[2] - 1995
- Scottish & Newcastle Breweries 1960 - 1985 Charles Mackinlay & Co 1960
- James Ferguson & Sons 1876 - 1901
- J & K Orr 1867 - 1876
- Norman Buchanan 1853 - 1861
- The Campbell of Jura Family 1810–1853 [3]

## Hæder
- Gold Quality Award fra Monde Selection, 2006.[4]
- Jura Prophecy: Gold (Best in Class), International Wine & Spirits Competition, 2010
- Jura Diurachs' 16YO: Gold (Best in Class), International Wine & Spirits Competition, 2010
- Jura Superstition: Double Gold Medal, San Francisco World Spirits Competition, 2009[5]
- Jura Origin 10YO: Silver, International Wine & Spirits Competition, 2010